# One Peking Road
One Peking Road, o simplemente One Peking, es un rascacielos de 160 metros de altura y treinta plantas situado en Tsim Sha Tsui, Hong Kong, China, construido entre 2000 y 2003 según el diseño de Rocco Design y WMKY Limited. A pesar de su relativa baja altura y de no estar en primera línea de costa, es uno de los edificios más prominentes del skyline de Tsim Sha Tsui, a lo que contribuye el hecho de que está rodeado por edificios bajos. Está situado junto a un edificio protegido, el Former Marine Police Headquarters, de dos plantas de altura y estilo colonial, lo que condicionó su diseño. Destaca por los elementos diseñados para aumentar la eficiencia energética del edificio. Fue el primer rascacielos de Hong Kong y uno de los primeros del mundo alimentados mayoritariamente por energía solar. Esto, junto con su diseño arquitectónico, le ha valido varios premios, entre los cuales la mayor distinción del Instituto de Arquitectos de Hong Kong.

## Historia
El edificio fue promovido por Glorious Sun Holdings, una multinacional diversificada fundada en Hong Kong en 1974 con principales negocios en la industria textil, la construcción, inversiones financieras e interiorismo. Originalmente, el promotor quería construir un edificio de estilo clásico, influido en parte por el cercano Peninsula Hotel, situado también junto a un edificio histórico. Contrató al arquitecto Rocco Design Limited, cuyos diseños originales seguían los deseos del cliente. Sin embargo, tanto el arquitecto como el cliente pensaron que era conveniente un nuevo enfoque. Rocco Yim pidió carta blanca para diseñarlo, y el promotor accedió. A pesar de su mayor coste, aceptó el nuevo proyecto.
Los promotores pagaron 1240 millones de dólares de Hong Kong (159 millones de dólares estadounidenses) al gobierno de Hong Kong por la parcela en la que construiría el edificio en la subasta que se celebró en 1998. Designaron a Gammon Skansa como contratista general y a Permasteelisa Hong Kong como contratista del muro cortina. Su construcción empezó en 2000 y se completó el 30 de abril de 2003. En noviembre de 2002, alcanzó su altura máxima y se retiró la grúa principal de la azotea.
El edificio fue completado en el plazo y el presupuesto previsto. El libro Relational Contracting for Construction Excellence lo pone como ejemplo de colaboración exitosa en un proyecto inmobiliario. En sus propias palabras, durante el proyecto y construcción del inmueble el equipo encargado «demostró los ingredientes más importantes del espíritu colaborativo, incluido el compromiso de los altos directivos, que trataban a todos en igualdad de condiciones, la confianza y el respeto mutuo, estableciendo objetivos comunes e implementando una filosofía ganar ganar». One Peking tuvo un buen éxito comercial tras su finalización. En seis meses ya se habían alquilado todas sus tiendas, y la rentabilidad fue mayor de la esperada por el promotor, lo que hizo que se amortizara en poco tiempo su inversión.
En junio de 2015, el banco suizo UBS firmó un alquiler de 2100 m² en las plantas 23 y 25 de One Peking Road y se terminaron de instalar a principios de 2016. Esto formaba parte de la decisión estratégica de UBS de expandirse en Kowloon y Nuevos Territorios, dado que históricamente había tenido más clientes en la isla de Hong Kong. En mayo de 2015 se instaló un anuncio de UBS sobre fondo blanco en la parte superior de la fachada norte, que tapó los paneles fotovoltaicos. Esto ha generado críticas de los partidarios de las energías renovables. Glorious Sun no ha respondido a las preguntas sobre si los paneles fotovoltaicos seguían funcionando y si el anuncio afectaría a su capacidad para absorber energía. Los expertos dudan de que puedan seguir funcionando y afirman que, en caso de que sigan funcionando, captarán mucha menos energía. Este letrero, que iba acompañado por un anuncio de doce plantas en la fachada del rascacielos, fue el «mayor anuncio exterior del banco en el mundo» y puede mostrar gráficos y luces led.

## Arquitectura
El edificio tiene treinta plantas y una altura de 160 m, con una altura de azotea de 143 m. Tiene una superficie total de 26 400 m² y contiene oficinas, tiendas y restaurantes.
Su diseño pretende integrar el nuevo edificio con el edificio histórico, situado sobre una plataforma verde, con un intenso contraste entre lo nuevo y lo antiguo. Como resultado, las principales zonas de circulación de One Peking funcionan en varios niveles, y el vestíbulo principal y los vestíbulos de los ascensores están situados a una altura similar a la de la plataforma de la antigua Marine Police Headquarters. Desde este vestíbulo se puede contemplar claramente este edificio histórico a través de una pared de cristal y bambú de 7,3 metros de altura.
Se puede llegar al vestíbulo principal desde el nivel de la calle, a través de escaleras mecánicas, y desde el sótano. El edificio también tiene una conexión directa con el Metro de Hong Kong desde el interior. Esta disposición de entradas y vestíbulos libera valioso espacio comercial al nivel de la calle. Las tiendas de la planta baja tienen una altura doble y albergan comercios de lujo, como las tiendas de Escada, Christian Dior, Cartier, Fendi y Zegna.

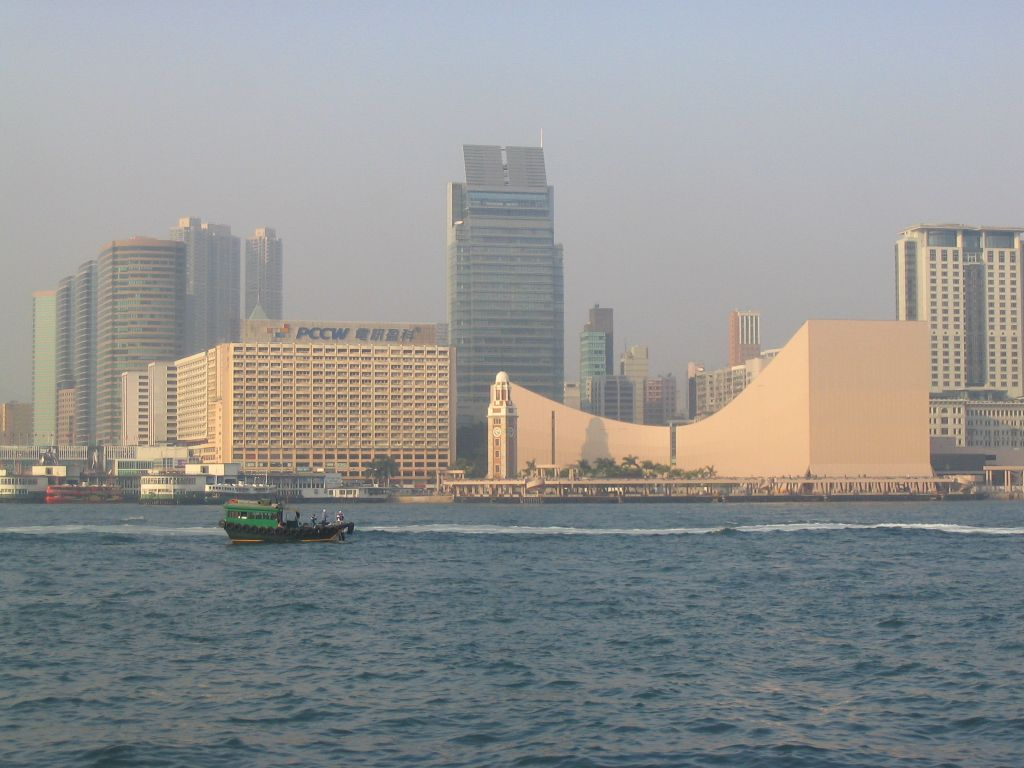
El skyline de Tsim Sha Tsui con One Peking en el centro, detrás del Centro Cultural de Hong Kong.

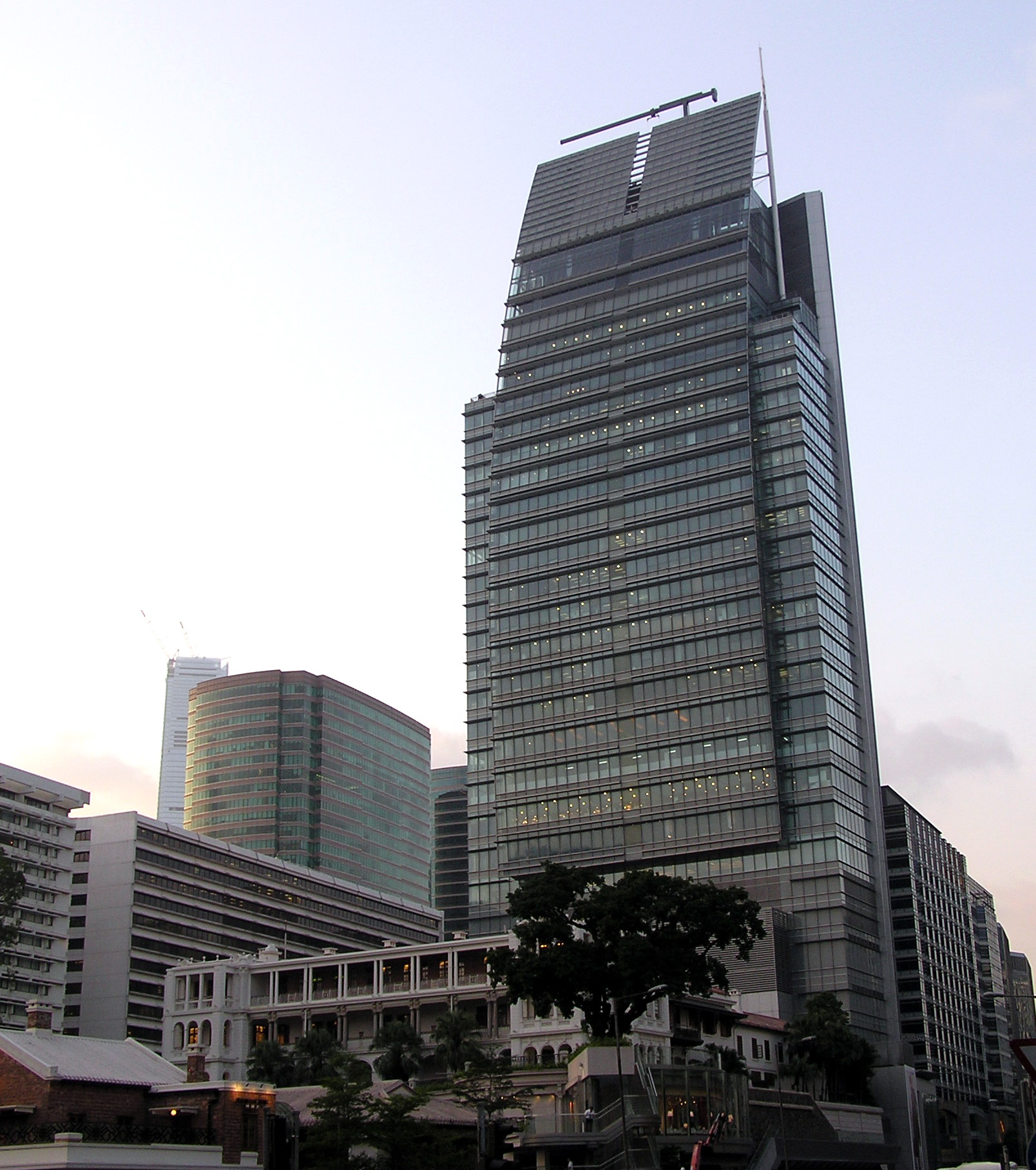
La fachada sur de One Peking Road.

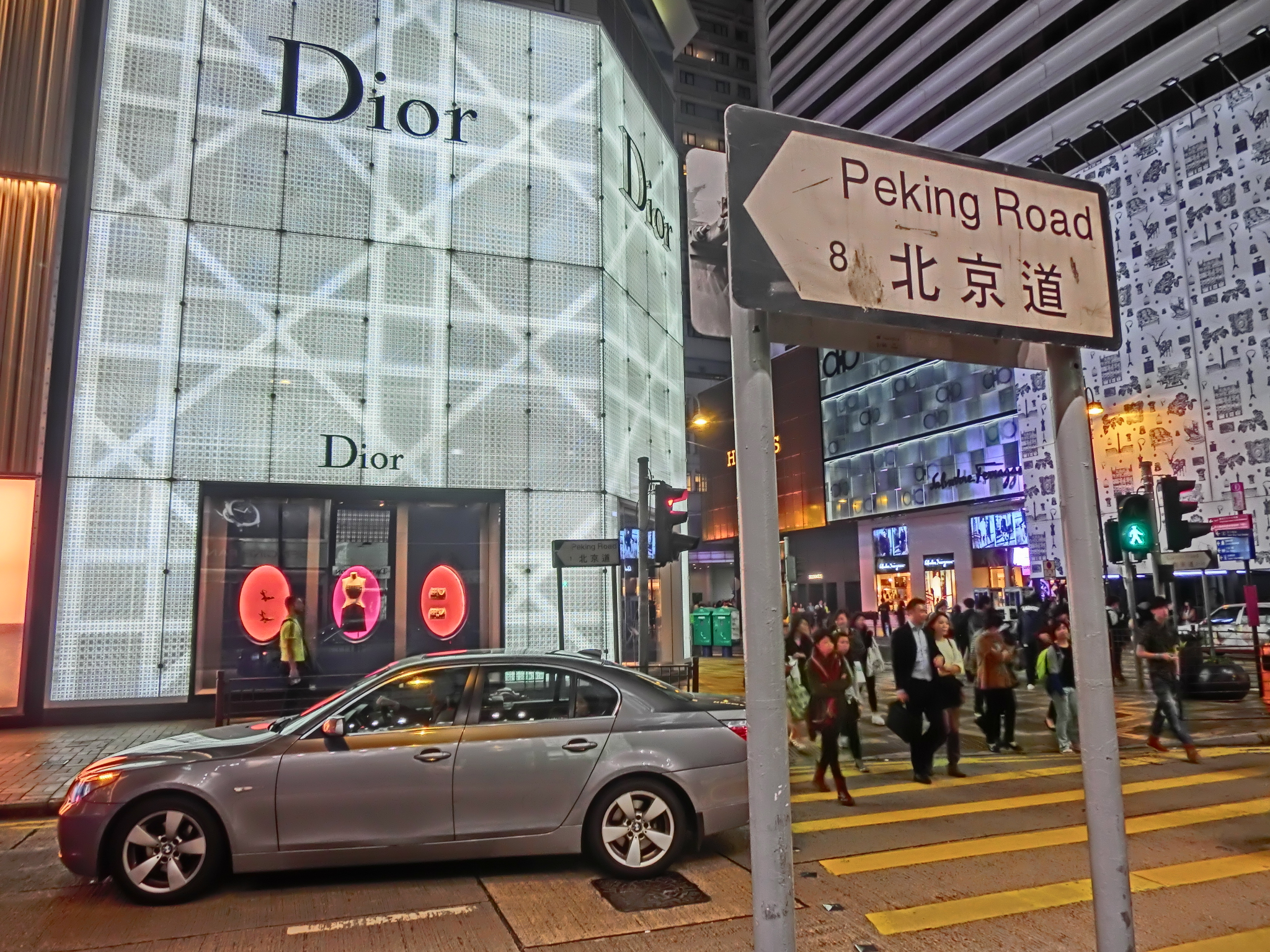
La tienda de Dior en la base del edificio.

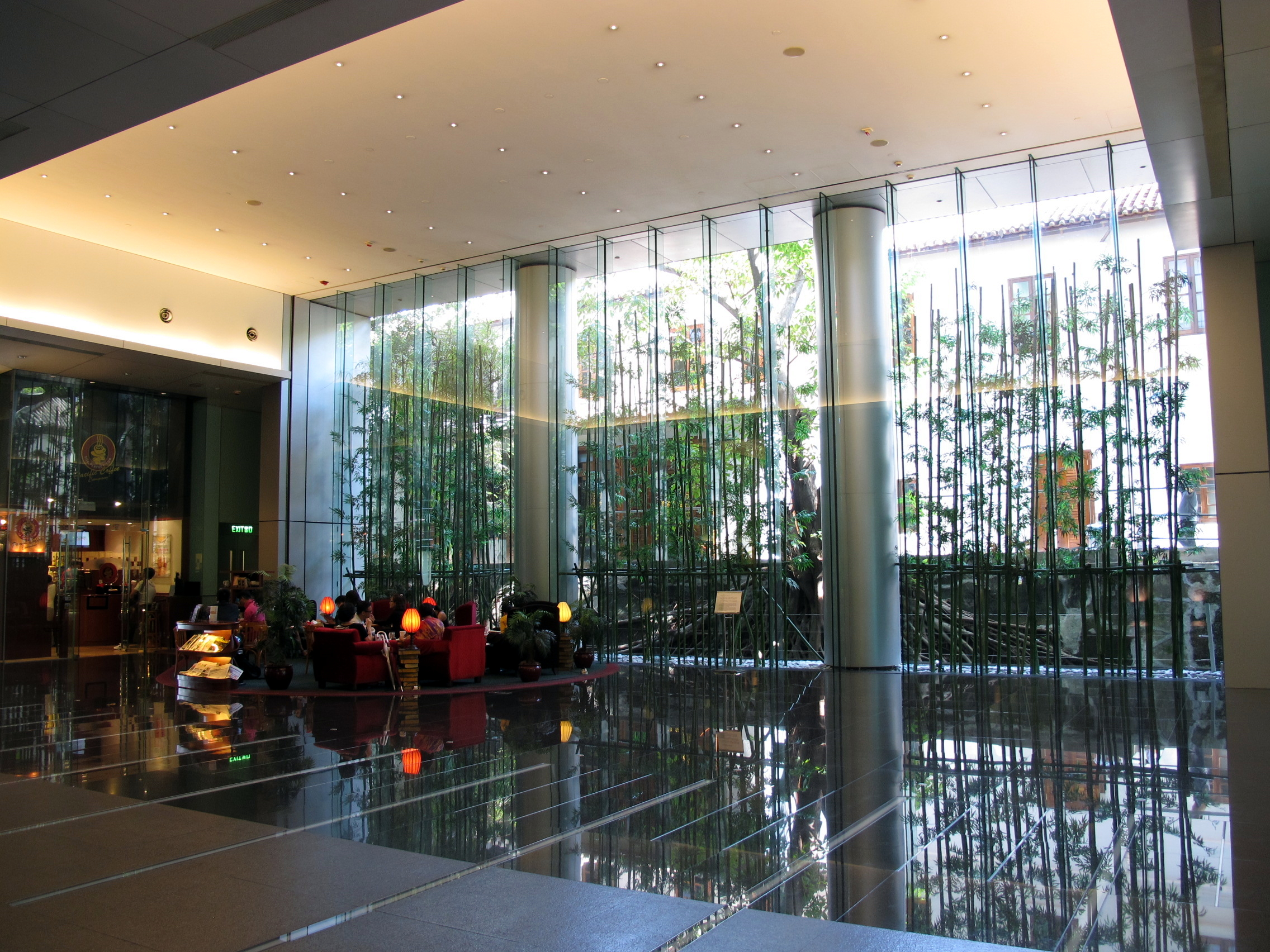
El vestíbulo principal de One Peking. Puede apreciarse la pared de bambú y cristal desde la que se observa el edificio histórico.

La fachada sur, que tiene forma de vela y es uno de los rasgos más característicos del rascacielos, es al mismo tiempo una referencia a la silueta del cercano Centro Cultural de Hong Kong y un reflejo del programa de usos de la torre. A una altura media, las oficinas tienen mayor superficie, mientras que las zonas de ocio ocupan las plantas más altas y más pequeñas en las que la fachada se curva hacia dentro. Las primeras cinco plantas por encima del vestíbulo principal contienen restaurantes, las catorce plantas siguientes alojan oficinas y por último, las tres plantas más altas vuelven a albergar restaurantes. Asimismo, la diferente superficie de las plantas de oficinas permiten un mayor abanico de opciones para las empresas en función de sus necesidades.
La fachada sur también tiene innovaciones para reducir la captación de calor solar y al mismo tiempo permitir una mayor transmisión de la luz. En el exterior de la fachada, hay lamas de aluminio que reflejan la luz para transmitir más luz natural al interior y al mismo tiempo limitar la entrada directa del sol. Por la noche, estas lamas se iluminan desde abajo, lo que constituye la iluminación nocturna del rascacielos.
Se instalaron 180 m² de paneles fotovoltaicos en la cima del edificio, orientados hacia el sur, y se integraron con la fachada curva. Estos paneles se montaron sobre una celosía de acero de unos veinte metros de altura, que también sirve de soporte para la góndola limpiacristales instalada en la azotea. Estos paneles fotovoltaicos aportan 25 000 kWh al año para satisfacer el consumo del rascacielos.
Uno de los objetivos del proyecto era proporcionar a todos los usuarios del edificio una relación directa con el exterior mediante una fachada exterior transparente. Aunque esto exigía cristal claro, los diseñadores consiguieron ofrecer una fachada respetuosa con el medio ambiente: un fachada activa con triple acristalamiento que se compone de un panel doble de cristal claro de baja emisividad en el exterior, un único panel de cristal interior y una cámara ventilada entre ambos que produce una alta transmisión de la luz al mismo tiempo que una baja transmisión térmica. Por esta cámara circula el aire de retorno de las habitaciones y el aire caliente fluye hacia arriba. El cristal doble tiene un revestimiento de baja emisividad en su superficie interior, una capa microscópica de óxido metálico que contribuye a la reducción del consumo de energía. La fachada fue suministrada por Heitmann & Associates, Inc. bajo el asesoramiento de Hyder Consulting.
La cámara de aire del acristalamiento tiene 20 cm de espesor y alberga persianas venecianas, gestionadas por un sistema computerizado. Cuando los sensores de luz solar detectan la necesidad de sombra, las persianas descienden automáticamente para reducir el deslumbramiento y el aumento del calor en los interiores, así como disminuir la temperatura interior. Los sensores también controlan los ángulos de inclinación de las persianas y la energía para su funcionamiento procede de los paneles fotovoltaicos situados en la parte superior de la fachada sur. Este sistema permite reaccionar a la posición del sol según se desplaza a lo largo del día y consigue un coeficiente de sombra del 0,31.
Además de lo anterior, el edificio usa otros elementos ecológicos, como dispositivos para el ahorro de agua, sistemas de recuperación de calor, unidades de aire centralizadas con rueda de transferencia térmica, y el reciclado de los materiales durante la construcción. Las ruedas térmicas recuperan el calor para tratar la entrada de aire fresco y en todos los climatizadores se instaló un sensor de dióxido de carbono para controlar la calidad del aire, que son monitorizados constantemente por BMS en todas las plantas de oficinas. Los ventiladores de doble velocidad interactúan con sensores de monóxido de carbono para controlar la ventilación del aparcamiento; y los paneles de iluminación T5 con balastos eléctricos instalados en las plantas de oficinas producen iluminación de calidad con un consumo de energía inferior a los 15 W/m2.

## Premios
El edificio ha recibido varios premios y distinciones por su diseño arquitectónico y su sostenibilidad medioambiental, entre los que destacan la medalla del Instituto de Arquitectos de Hong Kong del año 2003, el Quality Building Award de 2004 y el premio especial de la División Estructural del Instituto de Ingenieros de Hong Kong de 2003/2004. Además, el método de evaluación medioambiental de los edificios de Hong Kong (HK-BEAM por sus siglas en inglés) concedió al edificio la calificación de «Excelente». Cuando se le concedió el premio del Instituto de Arquitectos de Hong Kong, el jurado afirmó:

El arquitecto ha demostrado una comprensión profunda de las necesidades del cliente y ha ejercido sus habilidades profesionales de una manera diplomática e innovadora. El cliente ha otorgado total apoyo al arquitecto en la realización de su diseño. El jurado quedó impresionado particularmente por el delicado manejo de la variación de las dimensiones de las plantas, que se adaptan a las diferentes necesidades de los inquilinos, y la incorporación de un muro cortina de alta tecnología y dispositivos para dar sombra que proporcionan comodidad a los usuarios al mismo tiempo que maximizan las vistas panorámicas del puerto. Se mantiene una transparencia global del edificio y una unidad de expresión arquitectónica sin ceder al estricto control legal y las vanguardistas tecnologías de construcción.